# Spielfahrzeug

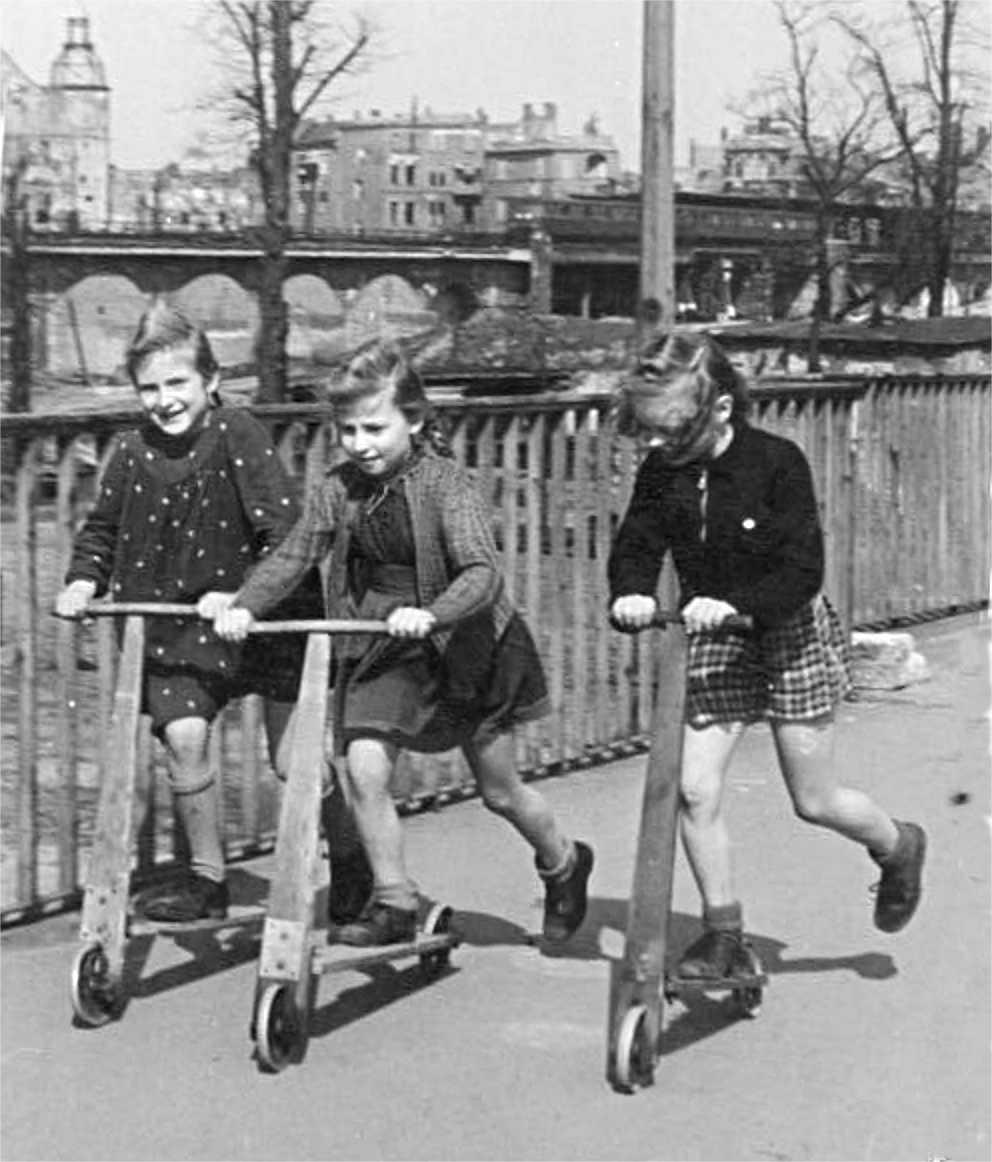
Spielfahrzeug Tretroller (Berlin 1948)

Der Ausdruck Spielfahrzeug steht sowohl für ein Spielmittel im Kleinformat, mit dem sich Bewegungen auf engem Raum durchführen lassen als auch für ein Gefährt, mit dem man sich selbst fortbewegen kann.

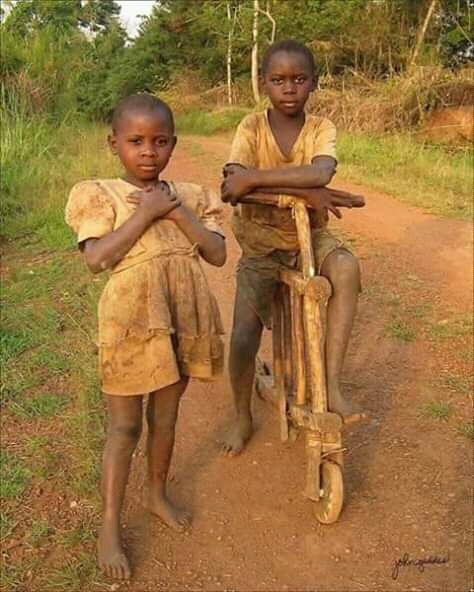
Kinder mit einem ortstypischen Holzfahrrad (Tansania 2008)

## Begriff
Ein Fahrzeug ist ein Gerät zum Fahren. Als Spielfahrzeug bildet es meist Verkehrsmittel des öffentlichen Verkehrs im Kleinformat ab, die von Kleinkindern auf dem Tisch oder in der Stube bewegt und als Spielzeug benutzt werden können. Mit zunehmendem Alter erweitern sich die Ansprüche. Es entsteht der Wunsch nach größeren Fahrzeugen, die man nicht nur fahren lassen, sondern mit denen man sich auch selbst bewegen kann: „Befasst sich das Kleinkind überwiegend mit Miniaturmodellen und Miniaturmodellsituationen (Spielautos, Spieleisenbahnen), so beansprucht das heranwachsende Kind zunehmend Fahrzeuge (Roller, Dreirad, Tretauto etc.), die als Spielfahrzeuge einsetzbar sind.“

## Formen

### Kleinspielzeug

Spielzeugauto Fiat 500 mit Dachgepäck

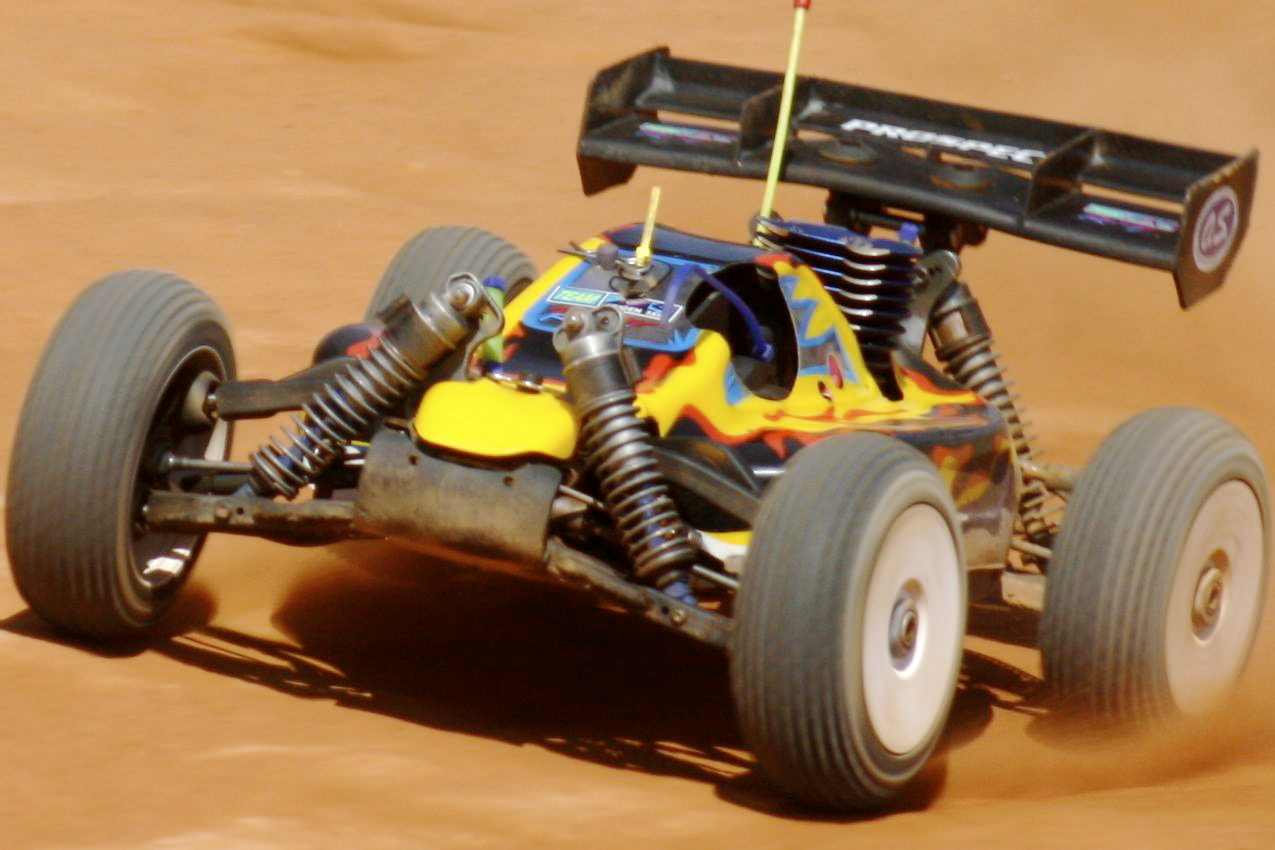
Funkgesteuerter Buggy (2009)

Lastwagen zu beladen, Baufahrzeuge und landwirtschaftliche Fahrzeuge zu rangieren, Busse und Personenwagen zu bewegen, ist bereits eine beliebte Beschäftigung im Kleinkindalter. Schon früh interessieren sich Kinder für Modellfahrzeuge der „richtigen“ Autos, wie sie im Straßenverkehr vorkommen und deren Ansprüche an Detailgenauigkeit mit dem Alter steigen und noch Erwachsene faszinieren können. Das Kleinspielzeug reicht von einfachen Attrappen aus Holz oder Blech, die man hinter sich herziehen oder schieben kann über aufziehbare Modelle, die sich, federgetrieben, eine Weile selbstständig bewegen können bis zu komplizierten, mit Elektronik ausgestatteten Modellen, die sich per Funk fernsteuern lassen.

### Symbolfahrzeug
Steht kein fahrbereites Spielgerät zur Verfügung, nutzt das phantasiebegabte Kind häufig spontan einfache Materialien und Gegenstände seiner Umgebung, denen es Symbolkraft als Fahrzeug verleiht: Es genügt ein Teller, um das Steuerrad eines Autos zu simulieren, dem mit stimmlicher Geräuschunterstützung Leben eingehaucht wird, sodass es entsprechend der Bewegungsführung anfahren, in die Kurve gehen oder bremsen kann. Ein mehrere Kinder umfassender Kasteneinsatz oder ein Ringseil der Sporthalle kann zum Omnibus werden. Aus einer Stuhl- oder Kinderreihe entsteht ein Traktorenzug, aus einer Pappkiste das Cockpit eines Flugzeugs und aus einem Kochlöffel der Steuerknüppel, mit dem man rollen, abheben und wieder landen kann.

### Spielverkehrsspielzeug

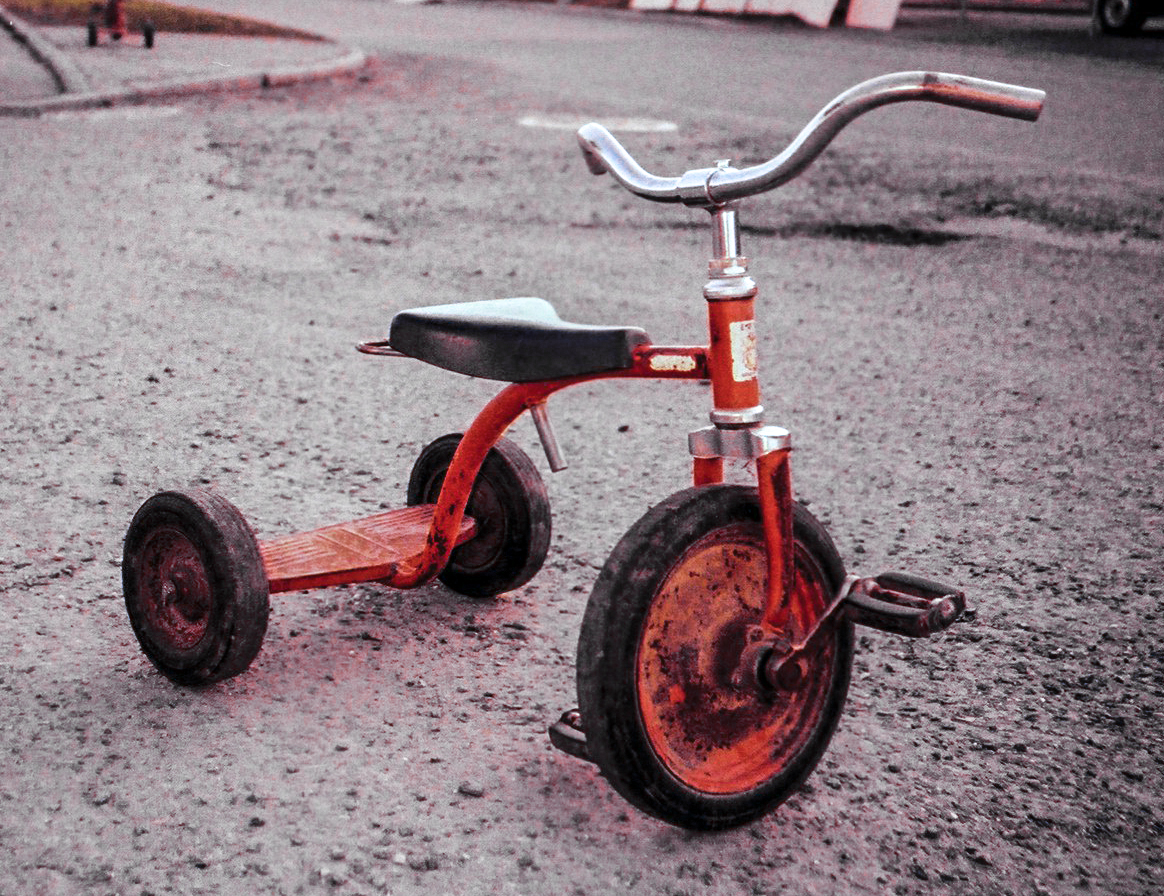
Älteres Kinderdreirad

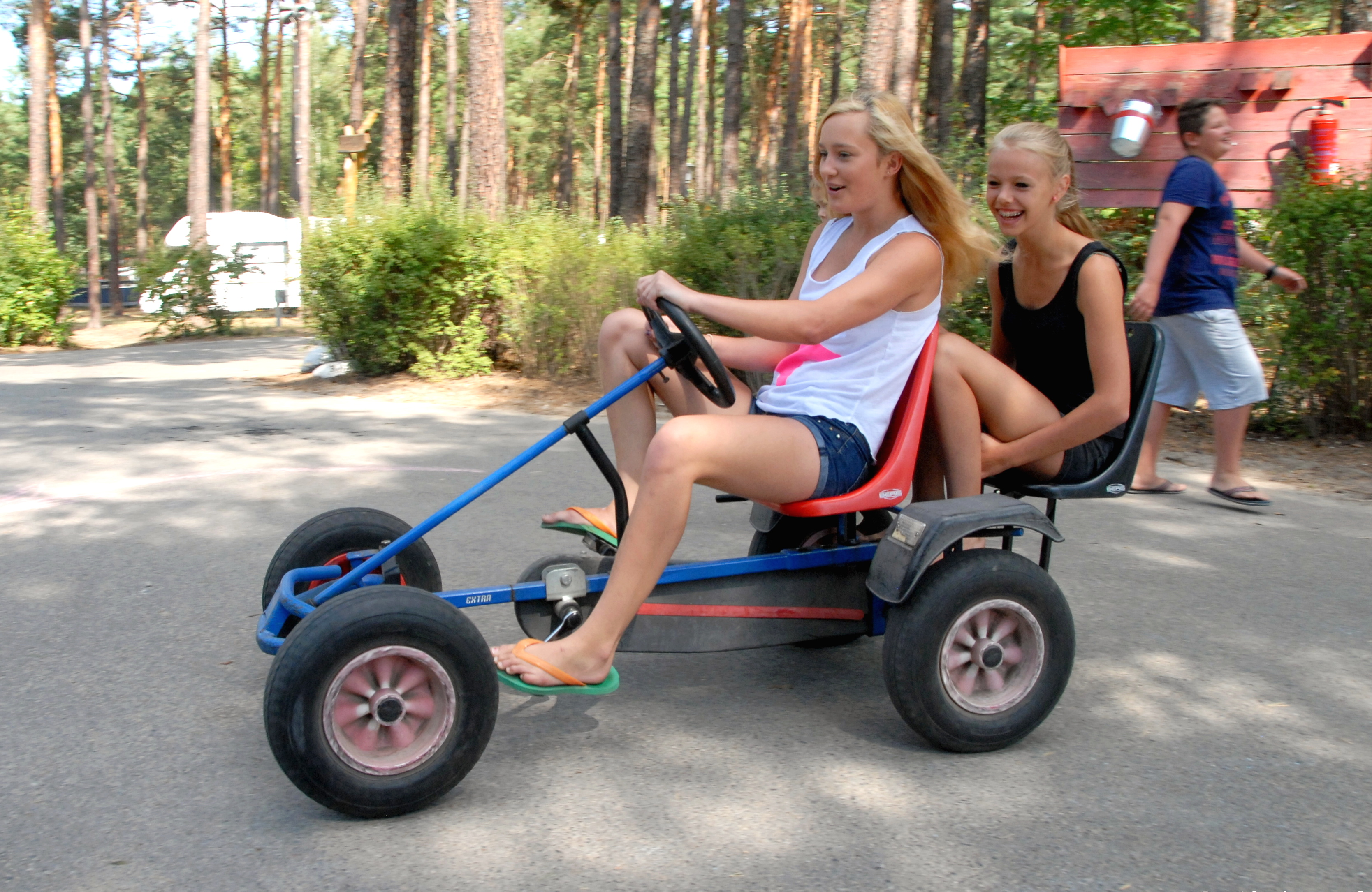
Kettcar-ähnliches Tretauto (2015)

Die Auswahl an Spielfahrzeugen, mit denen sich vor allem Kinder in Schonräumen bewegen, ist vielfältig: Der traditionelle Tretroller diente schon vielen Generationen zur schnelleren Fortbewegung, zu sportlichen Manövern und Rennen. Auch der alte Bollerwagen erlebt heute in modernisierter leichträdrigerer Form eine Auferstehung als Gefährt, das man als Pferdefuhrwerk bespannen, zum Ziehen und Schieben, Beladen und Bergabsteuern benutzen kann. Das ebenfalls schon bei den Großeltern beliebte Tretauto kam 1962 als pedalgetriebenes vierrädriges Kinderfahrzeug mit fast allen Funktionen eines echten Verkehrsmittels auf den Spielzeugmarkt. Das Dreirad fungiert schon für Kleinkinder als eine Vorstufe des Fahrradfahrens, die das noch unterentwickelte Gleichgewichtsvermögen ausgleicht. Das Skateboard eignet sich sowohl als Gerät zur Ortsveränderung als auch zum Sportgerät mit dem sich mancherlei Kunststücke in der Halfpipe realisieren lassen.

### Sportfahrzeug

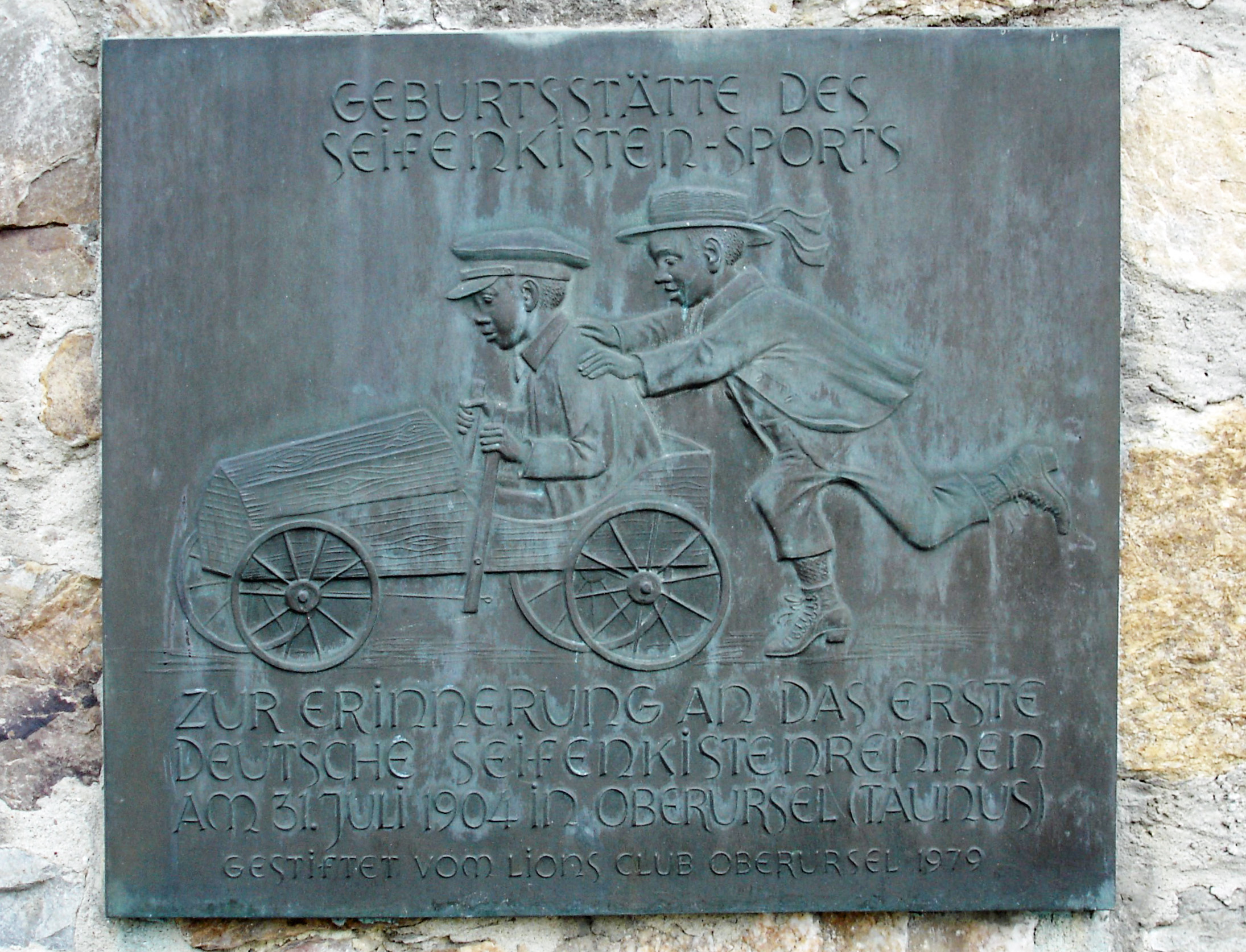
Historisches Spielfahrzeug von 1904 (Gedenktafel Vordertaunusmuseum Oberursel)

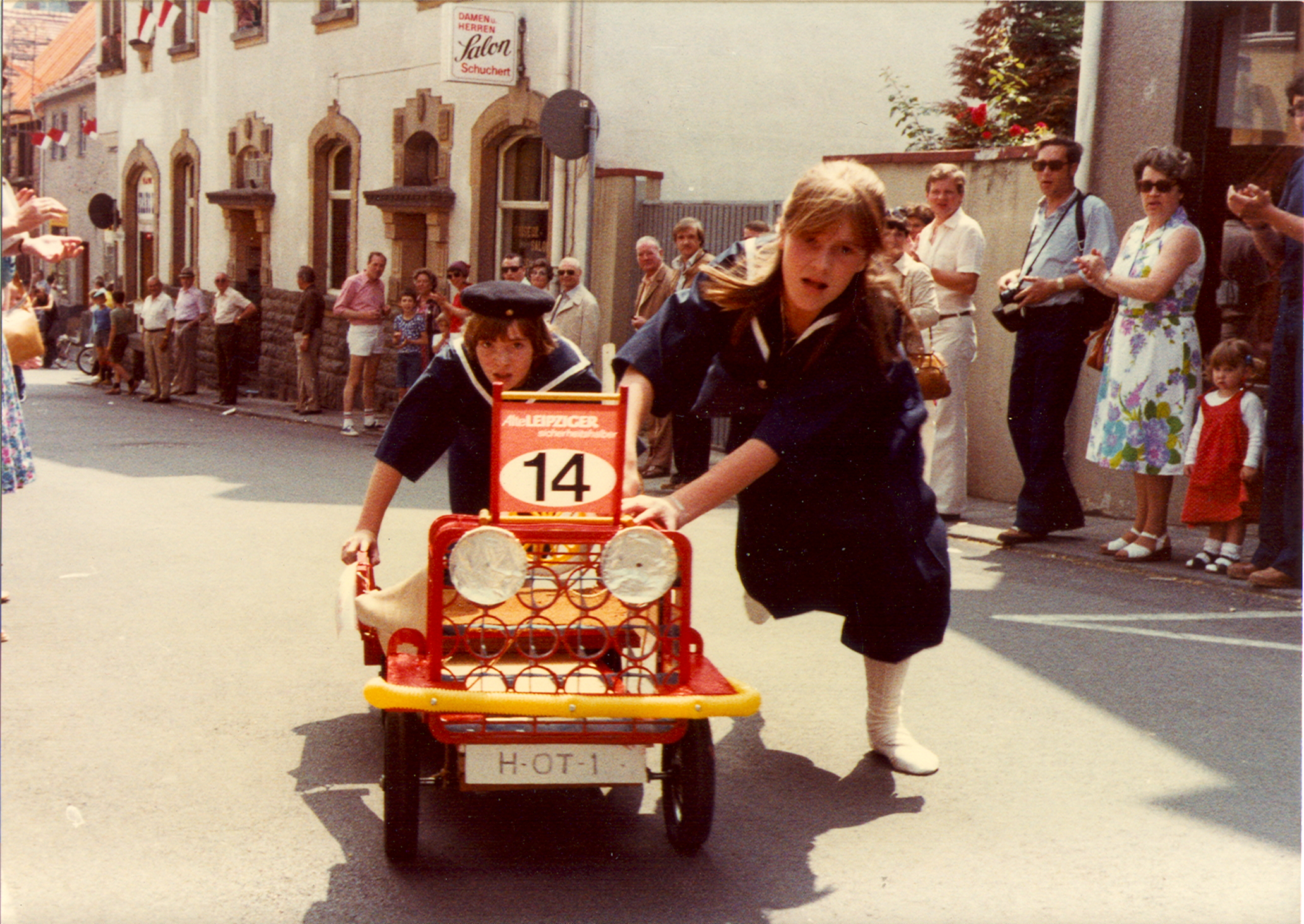
Phantasievolles Spielfahrzeug für ein Spaßrennen (1979)

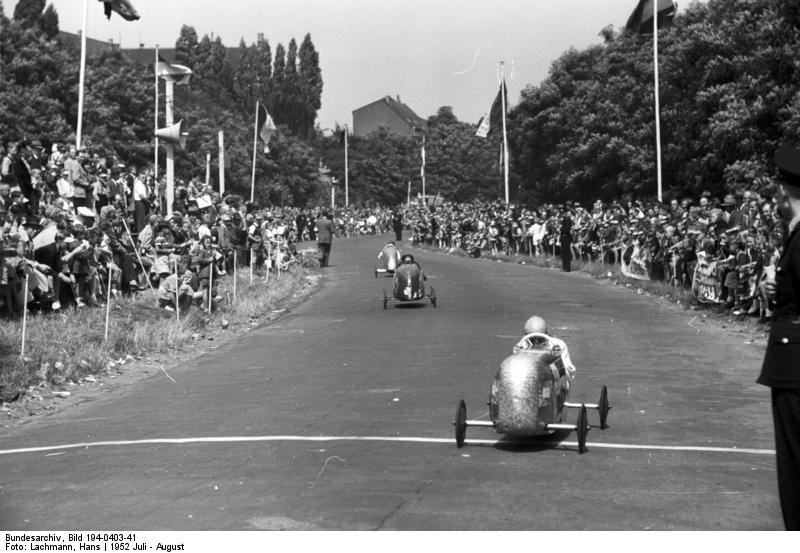
Seifenkistenrennen (Duisburg 1952)

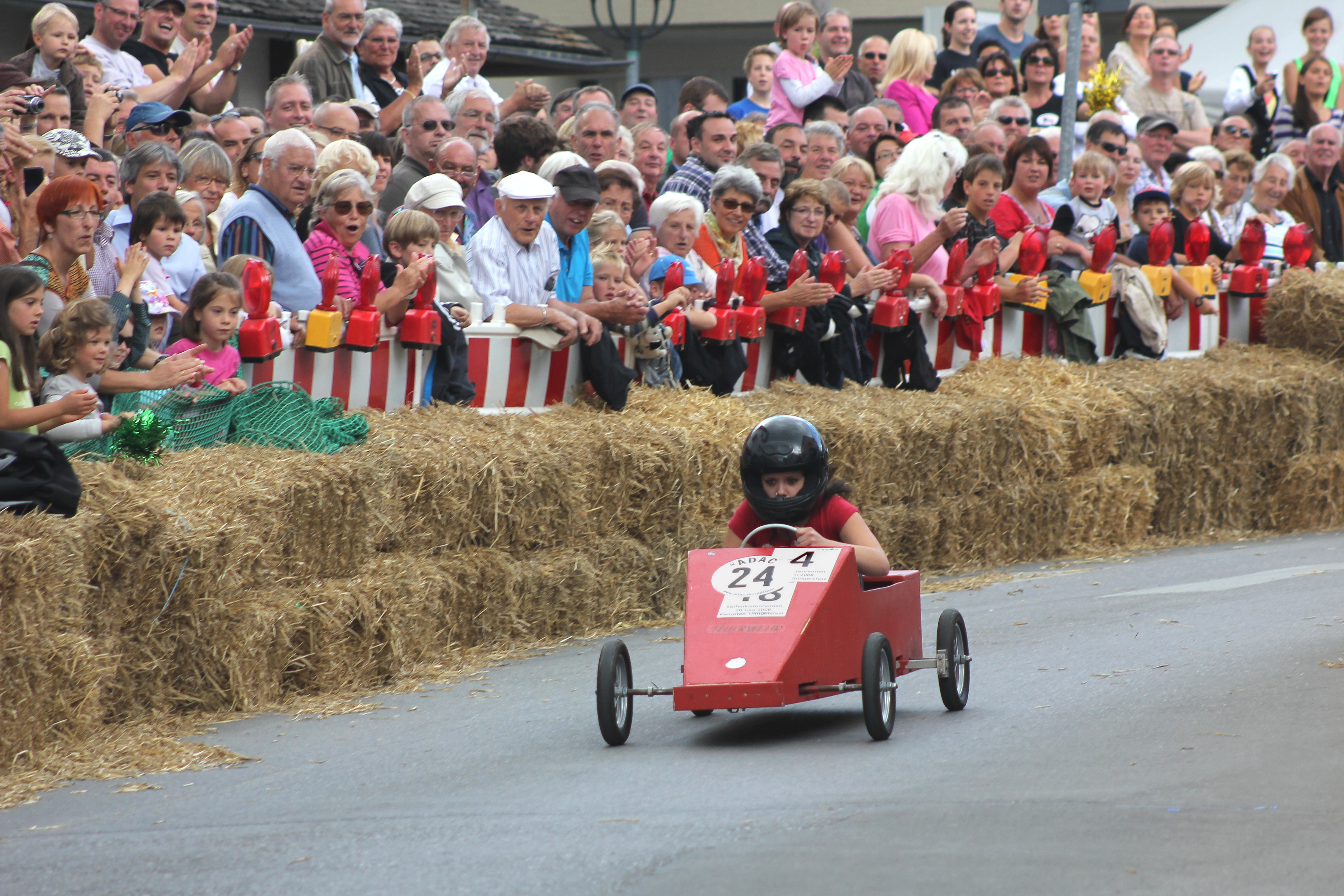
Seifenkistenrennen (Bad Wörishofen 2012)

Schon seit 1904 dienten aus Bausätzen hergestellte, den Rennautos der Erwachsenen möglichst naturgetreu nachgebildete lenkbare Kinderautos, die mit einem aus den USA importierten Ausdruck seit den 1930er-Jahren auch als Seifenkisten (Soap boxes) bezeichnet wurden, dem Austragen von Kinderrennen auf abschüssigen Straßen. Sie erforderten bereits einiges fahrerisches Können, boten Spannung und Abenteuer und die Möglichkeit, einen Teil des Erwachsenenvergnügens für sich zu entdecken und abzubilden. Die hohe Beliebtheit führte dazu, auch möglichst originelle, selbstgebaute Kreationen in Wettkämpfe zu schicken.

## Didaktische Bedeutung
Der Sinn der Nutzung von Spielfahrzeugen liegt aus spielpädagogischer Sicht zunächst in ihr selbst. Das Spielen folgt dem natürlichen Ausleben des kindlichen Spieltriebs und will einfach nur Freude machen. Es ergibt sich jedoch darüber hinaus auch eine educative Bedeutung, die darin liegt, dass das Kind seine Phantasie und die Mobilität entdecken, sein Kommunikationsbedürfnis befriedigen und das reale Verkehrsleben über eigene Regelsetzungen und das Ausprobieren eigener Vorstellungen ausprobieren und sich spielerisch aneignen kann. Spielfahrzeuge bedienen den Bewegungsdrang des Kindes. Sie ermuntern es, aktiv zu werden, sich zu bewegen und dabei Spieleinfälle zu produzieren. Das kommt den Zielsetzungen der Verkehrserziehung entgegen. So nutzt die Verkehrsdidaktik den attraktiven Umgang mit Spielfahrzeugen, um ein Verständnis für das Phänomen Verkehren zu wecken und die dazu erforderlichen Fähigkeiten und Einstellungen zu entwickeln. Der systematische Lernprozess geleitet die Kinder vom Erleben des zunehmend als unbefriedigend und gefährlich erfahrenen regellosen „Chaosverkehrs“ hin zu selbst organisierten Spielarrangements, die allen Teilnehmern gerecht werden: „Im Spielverkehr können die Kinder die Rollen des Fußgängers, Busfahrers, Schutzmanns erkunden und über den eigenen Körper und die Bewegungsorgane erfahren, was Beschleunigen, Überholen, Bremsen, Kurven, aber auch Aus-der-Bahn-Geraten und Kollidieren bedeuten.“ Spielräume werden dabei unverkrampft zu Verkehrsräumen, Spielmittel zu Verkehrsmitteln, Spielpartner zu Verkehrspartnern transformiert, die helfen, Erfahrungen zu sammeln, um ins reale Verkehrsleben der Erwachsenen hineinzuwachsen.